# SMS Freya
Pour les articles homonymes, voir Freya.
Le SMS Freya est un grand croiseur de la marine impériale allemande. C'est le troisième navire de la classe Victoria Louise qui en comprenait cinq (croiseurs protégés de IIe classe). Mis à l'eau le 27 avril 1897, il a été classifié en 1899 en grand croiseur.

## Historique
Le navire a été construit au chantier naval impérial de Dantzig. C'est le prince Henri de Prusse (1862-1929), frère du Kaiser, qui prononce le discours de baptême et la reine Charlotte du Wurtemberg qui le baptise du nom de Freya, déesse de la mythologie germanique.
Il fallut faire un recours légal auprès de l'entreprise berlinoise AG Germania, car les chaudières avaient des vices de construction, et celle-ci se retourna aurès de l'entreprise de fabrication française Niclausse. Des problèmes identiques étaient aussi apparus pour le SMS Hertha et d'autres navires, si bien que le secrétariat à la marine (Reichsmarineamt) fit développer un modèle de machines sur la base de modèles fabriqués par la firme britannique Thornycroft. Ces difficultés sont la raison pour laquelle le SMS Freya n'a été mis en service que le 20 octobre 1900, en tant que dernier de sa classe. Le croiseur est versé à la première escadre comme remplaçant du croiseur SMS Sachsen, mais ne prend part qu'épisodiquement à des manœuvres. Après des voyages d'essai, il est mis hors service entre le 8 juin 1901 et le 3 mai 1902.
Il fait désormais partie d'un commando de navires furtifs d'artillerie formé en décembre de l'année précédente qui a la charge de développer la technique d'artillerie. Cependant le croiseur devient navire de reconnaissance à partir du mois d'août, pendant les grandes manœuvres d'automne de la flotte impériale. Une fois de plus des problèmes de chaudières apparaissent début septembre et le croiseur retourne dans sa première formation. Lorsque des simulations d'attaque sont organisées début novembre avec le SMS Brummer (de), le problème est résolu. Le navire est mis hors service le 11 janvier 1904 à Wilhelmshaven, puis il est remis en chantier afin de changer son armement. Une fois modernisé, le navire reprend du service le 4 avril 1907. Il sert désormais de navire-école.

### Navire-école
Il prend à bord sa première promotion de mousses et de cadets de la marine en mai 1907 et fait une courte croisière en mer Baltique, puis prend part à la semaine de Kiel qui fêtait cette année-là ses vingt-cinq ans d'existence. Le croiseur repart, le 19 juillet, pour une grande croisière en mer du Nord, et dans l'Atlantique nord, puis aux Canaries et en Méditerranée. Il est de retour à Kiel, le 18 mars 1908. Deux mois plus tard, il repart pour un autre voyage de formation de dix mois qui le mène dans les eaux territoriales des États-Unis et aux Caraïbes. Il est de retour à Kiel, le 8 mars 1909. Son troisième voyage se passe en Norvège, puis, après un arrêt à Cuxhaven et un autre à Wilhelmshaven, se poursuit à Funchal et à Tenerife et continue en Méditerranée. L'équipage du Freya vient à bout d'un incendie à Alexandrie. Le voyage se termine à Wilhelmshaven, le 28 mars 1910, puis le navire part deux mois en été pour la Norvège.
Le Freya prend la route, le 1er août 1910, en direction du Mexique, où il doit participer aux cérémonies du centenaire de l'indépendance du pays. Un envoyé spécial monte à bord du croiseur à Veracruz, le 3 septembre, et, le 7 septembre, le commandant de bord, le Kapitän sur See Schaumann, et son état-major se rendent à Mexico, où ils sont reçus trois jours plus tard par le président Porfirio Diaz. Ensuite le 16 septembre, une statue en hommage à Alexander von Humboldt offerte par Guillaume II, est dévoilée. Le Freya quitte Veracruz le 22 septembre pour les Caraïbes. Il est de retour à Kiel, le 13 mars 1911 et mis hors service le 28 mars à Dantzig pour une remise en état qui dure de longs mois. Finalement le navire est mis en réserve et sert de matériel pour les croiseurs-écoles.

### Première Guerre mondiale
Le déclenchement de la guerre provoque la remise en service du Freya qui est affecté à la division de défense côtière de la mer Baltique, mais il est en réparation à partir du 11 août, jusqu'au 12 septembre 1914, et redevient bateau-école, affectation qu'il garde jusqu'à la fin de la guerre. Après le 18 décembre 1918, il sert de casernement à la police du port de Hambourg. Il est rayé des listes de la marine, le 25 janvier 1920, puis vendu en 1921 pour la ferraille.

## Commandants
- 20 octobre 1900-8 juin 1901: Kapitän zur See Hugo Westphal (de)
- 3 mai 1902-11 janvier 1904: capitaine de frégate Hermann Jacobsen (de) (devenu Kapitän zur See)
- 4 avril 1907-mars 1908: Kapitän zur See Franz von Holleben
- Avril 1908-mars 1909: Kapitän zur See Leberecht Maass
- Mars 1909-28 mars 1911: Kapitän zur See Carl Schaumann (de)
- 4 août-27 août 1914: Kapitän zur See Max Schlicht (de)
- 12 septembre 1914-mars 1915: Korvettenkapitän Eduard Bartels
- 1er avril - 13 août 1915: Kapitän zur See Ernst-Oldwig von Natzmer
- Août 1915-juin 1917: Kapitän zur See Wilhelm Goetze (de)
- Juin 1917-18 décembre 1918: capitaine de frégate Oskar Böcker